# Poro (instrument musical)
El poro és un instrument musical de la família dels cordòfons de corda pinçada. Consta de sis ordes dobles amb cordes de metall. El diapasó està sobreposat a la taula harmònica i té 21 trasts fixos. El claviller té clavilles per a dotze cordes i el pont té sistema de lligat. La taula és piriforme i de superfície plana amb obertura acústica circular i colpejador. La caixa de ressonància té el fons bombat. Es fa amb els materials següents: 
- Pi i cedre per a la taula harmònica
- Closca de carbassaper a la caixa de ressonància
- Mànec, cap i diapasó (?)
- Pont de sapel·li (?)
- Colpejador de caoba

Es decora amb marqueteria.

## Marc històric i geogràfic
El terme poro ve del quítxua púru, i fa referència a una carbassa piriforme i amb coll, material del qual està fet el cos de l'instrument. Aquesta metonímia es dona també en el cas del l'armadillo pelut andí o quirquincho, l'animal amb la closca del qual es fa el cos de l'instrument i el nom del qual s'estén a l'instrument mateix. No existeix molta documentació sobre el poro, però sembla que igual que el charango, és una variant regional la guitarra espanyola, la bandúrria i la viola de mà, dins el procés de transculturació que va viure la població indígena andina a partir de l'època colonial. Tanmateix, és a Arequipa on es toca la bandola de sis cordes, que es podria emparentar amb el poro, sobretot pel nombre d'ordes i forma.

## Lutiers
- Isaac T. Rodríguez. Arequipa, Perú.[4]